# Orosz Endre
Orosz Endre (Kolozsvár, 1871. augusztus 4. – Kolozsvár, 1945. május 31.) erdélyi magyar régész, helytörténész, néprajzkutató.

## Életútja
Középiskoláit Szamosújvárt az örmény katolikus gimnáziumban és a kolozsvári Tanítóképző Intézetben végezte. Előbb Apahidán (1899–1920), majd Kolozsvárt tanító, 1926-tól a kolozsvári Néprajzi Múzeum őre. Az EKE főtitkára, az Erdély című turisztikai folyóirat szerkesztője (1914–17 és 1930–33). A budapesti Magyar Történelmi Emlékbizottság felhívására 1942-ben a kolozsvári Vigadó nagytermében szabadságharcos kiállítást rendezett, és A 48-as ereklyék ápolása című írásával bekapcsolódott a 48-as Erdély című zsebkönyv munkagárdájába.

## Munkássága
Önszorgalomból régésznek képezte ki magát, s évtizedeken át sok ezer darabból álló ősrégészeti, ősfoglalkozási és néprajzi tárgyat gyűjtött. Kutatásai eredményeit az Erdélyi Múzeum (1902, 1905, 1908), a Hunyad megyei Történelmi és Régészeti Társulat Évkönyve (1910), Orvos-Természettudományi Értesítő (1901, 1903), Archaeologiai Értesítő (1902-12), Természet (1904-06), Erdély (1905-15), a temesvári Történeti és Régészeti Értesítő (1906, 1912), az Arménia (1907), Földtani Közlemények (1912), Numizmatikai Közlemények (1913) hasábjain és a Tanítók Lapjában (1924) közölte. Ez utóbbiban jelent meg 12 folytatásban (majd különlenyomatban is) Az ősembertan alapvonalai című munkája. Kéziratban maradt Apahida községről (1925) és Kolozs bányavárosról írt monográfiája, egy erdélyi turistalexikona, valamint Negyvenévi ősembertani kutatásaim eredményei című műve.
Megjelent főbb munkái: 
- Őslénytani adatok az Erdélyi Medence területéről (Kolozsvár 1904)
- Jelentés a szamosújvári castellum praetoriumának ásatásáról (Szamosújvár 1907)
- A tasnádi neolithkori őstelep (Szamosújvár 1909)
- Pótlék Szolnok-Doboka megye őskori leleteinek repertóriumához
- A néprajzi gyűjtés (Székelyudvarhely 1924).